# 延豐站 (平安南道)
延丰站（韓語：연풍역）是朝鮮民主主義人民共和國平安南道安州市的一個鐵路車站，属于价川线。

## 邻近车站
价川线
北松里站 - 延丰站 - 雲興里站